# ماكي غوتو
ماكي غوتو (باليابانية: 後藤真希؛ بالكانا: ごとう まき) هي موسيقية وعارضة ومغنية وكاتبة أغاني وممثلة يابانية، ولدت في 23 سبتمبر 1985 في إيدوغاوا في اليابان.

## وصلات خارجية
- الموقع الرسمي
- ماكي غوتو على موقع IMDb (الإنجليزية)
- ماكي غوتو على موقع ميوزك برينز (الإنجليزية)
- ماكي غوتو على موقع ديسكوغز (الإنجليزية)
- ماكي غوتو على موقع قاعدة بيانات الفيلم (الإنجليزية)